# Astragalus xylobasis
Astragalus xylobasis là một loài thực vật có hoa trong họ Đậu. Loài này được sensu Rawi miêu tả khoa học đầu tiên.